# Ängspalpmal
Ängspalpmal, Brachmia blandella är en fjärilsart som först beskrevs av Fabricius 1798. Enligt Catalogue of Life är det vetenskapliga namnet istället Brachmia gerronella beskriven med det namnet av Philipp Christoph Zeller 1850. Ängspalpmal ingår i släktet Brachmia, och familjen stävmalar, Gelechiidae. Arten är reproducerande i Sverige. Inga underarter finns listade i Catalogue of Life.

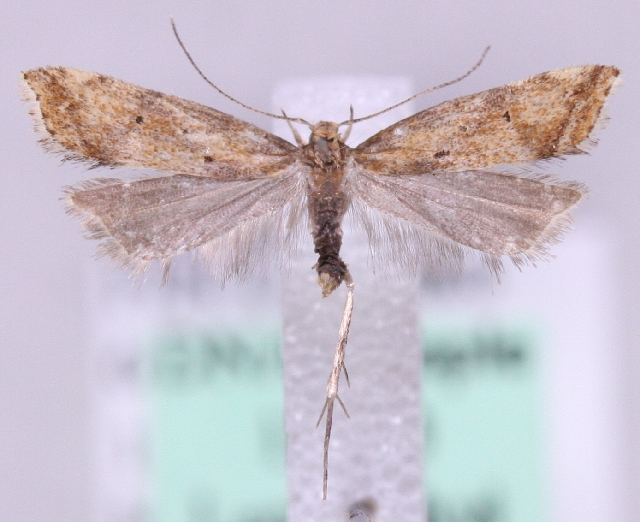